# يحيى المتوكل
يحيى بن محمد أحمد المتوكل (1942 - 2003) سياسي يمني ولد في مدينة شهارة. التحق بكلية الطيران والمظلات فتخرج فيها عام 1961، وحصل على دورة أركان حرب من الاتحاد السوفيتي عام 1965، التحق بتنظيم الضباط الأحرار الثائرين على حكم الإمام أحمد بن يحيى حميد الدين عام 1961، وتولى قيادة المنطقة العسكرية الشمالية الغربية من بداية الثورة عام 1962.

## مناصب
- عضواً في مجلس الدفاع ومديرًا لمكتب القائد العام للقوات المسلحة (1967 - 1968) وكان ضمن الوفد السياسي اليمني الذي سُجِن في مدينة القاهرة، أيام حكم الرئيس عبد الله السلال.
- نائباً للقائد العام للقوات المسلحة عام 1966، ثم قائداً للواء صعدة عام 1970،
- عضوً في المجلس الوطني، ثم سفيرًا لليمن في مصر (1971 - 1974)
- عضوً في مجلس القيادة ووزيرًا للداخلية (1974 - 1975)
- سفيرً في الولايات المتحدة إلى عام 1981،
- سفيرً في فرنسا عام 1982،
- محافظً لمحافظة إبّ (1985 - 1988) ثم مديرًا لمعهد (الميثاق الوطني) سنة 1988،
- رئيسً للدائرة السياسية في حزب المؤتمر الشعبي العام (1990 - 1993)
- وزيرً للداخلية (1993 - 1994)
- مستشارً لرئيس الجمهورية، ثم انتخب عام 1995 أمينًا عامًّا مساعدًا للقطاع السياسي والعلاقات الخارجية في حزب (المؤتمر الشعبي العام)،
- عضوً في المجلس الاستشاري 1998 وكان عضوًا في مجلس الشورى عام 2001.

## وفاته
توفي في الطريق بين مدينة عدن ومدينة الحوطة (لحج) في حادثة انقلاب سيارته يوم الإثنين 13 يناير 2003 ودفن في صنعاء في مقبرة الشهداء بعد موكب جنائزي مهيب شارك فيه الرئيس علي عبد الله صالح ونائب الرئيس عبد ربه منصور هادي ومسؤولي الدولة المدنيين والعسكريين.